# مد القاموس
مد القاموس قاموس عربي إنكليزي ألفه إدوارد وليام لاين.